# مهند الجميلي
مهند الجميلي (19 مارس 1978)، ممثل سعودي

## نبذه عنه
موهبته التمثيل، اكتشف موهبته من خلال إذاعة مدرسيّة ضمن فقرة الأناشيد ثم التحق بعدّة مراكز صيفيّة ومعاهد فنيّة ليصقل موهبته ويتابعها.
بدأ مهنّد مسيرته في العام 2004 عندما خضع لدورة إعداد ممثّل في جمعيّة الثّقافة والفنون في جدة. بعدها شارك في أول عمل مسرحي تجاري له وهي مسرحيّة «توتو أوف سايت» إلى جانب المصري حسن مصطفى والسعودي فؤاد بخش.
من ثمّ شارك، في مسرحية«عيال الحارة» إلى جانب حسن دكاك وتوفيق الزعيم أبطال مسلسل باب الحارة السوري.
شارك في عدّة أعمال مسرحية للأطفال وللكبار كما شارك في عدد من المهرجانات كمهرجان الجنادريه لسنتين متتاليتين ومهرجانات دولية في المغرب ومصر.
في عام 2008، انتقل إلى عالم التلفزيون من خلال مسلسل «في بيتنا غشنه»
ومن ثمّ مسلسل «وراك وراك» الذي عرضه التلفزيون السّعودي في العام 2009
والمسلسل التّاريخي «سبائك الذّهب» في العام 2010 عبر قناة «أجيال» والكثير غيرها.
في العام 2012، شارك في الموسم الثّاني من برنامج "Arabs Got Talent"
ووصل للمرحلة النّهائيّة فيه ليكون ضمن أفضل 12 موهبة في العالم العربي لعام 2012، ما شكّل قفزة نوعيّة في حياته الفنّية.
من ثمّ شارك، بمسرحية الدمية القاتلة في دولة الكويت وكانت من أهم المشاركات الخليجية إلى جانب ملاك الكويتية وعبد الله بهمن ونواف القطان ويوسف البغلي ولوجين والاستاذ خالد المفيدي
ومن ثمّ في العام 2013 شارك ببرنامج تقاطيع
وبنفس العام شارك بمسلسل شباب البومب 2 كضيف شرف.
في العام 2014 شارك، بمسلسل شباب البومب 3 وبنفس العام شارك، بمسرحية سعودي قوت تالنت
في العام 2015 شارك، بمسلسل شباب البومب 4 وبنفس العام شارك، بمسرحية شعللنا الدوري

## أعماله

### في التلفزيون
| سنة الإنتاج | اسم المسلسل      | الشخصية |
| ----------- | ---------------- | ------- |
| 2009        | وراك وراك        |         |
| 2010        | في بيتنا عشة     |         |
| 2014        | فايف جي - برنامج |         |
| 2014        | تقاطيع           |         |
| 2015        | شباب البومب 4    | شكش     |
| 2016        | شباب البومب 5    | شكش     |
| 2017        | شباب البومب 6    | شكش     |
| 2018        | شباب البومب 7    | شكش     |
| 2019        | قلبت جد          | ناصر    |
| 2019        | شباب البومب 8    | شكش     |
| 2020        | مامجي            |         |
| 2022        | شباب البومب 10   | شكش     |
| 2023        | شباب البومب 11   | شكش     |
| 2024        | شباب البومب 12   | شكش     |

### في المسرح
| سنة الإنتاج | اسم المسرحية    | الشخصية |
| ----------- | --------------- | ------- |
| 2014        | سعودي قوت تالنت |         |
| 2014        | مدرسة خمس نجوم  |         |
| 2015        | شعللنا الدوري   |         |
| 2022        | يلا البوليفارد  |         |

## روابط خارجية
- مهند الجميلي على موقع قاعدة بيانات الأفلام العربية